# Mangunsuman
Mangunsuman is een bestuurslaag in het regentschap Ponorogo van de provincie Oost-Java, Indonesië. Mangunsuman telt 4270 inwoners (volkstelling 2010).